# Alt Zachun
Alt Zachun là một đô thị ở huyện of Ludwigslust, bang Mecklenburg-Vorpommern, Đức. Đô thị này có diện tích 8,43 km², dân số thời điểm 31 tháng 12 là 394 người.